# Losmazig bindweefsel
Het losmazig bindweefsel (ook wel areoliar bindweefsel of de textus connectivus laxus) bestaat uit een los netwerk van elastinevezels en collageenvezels met daar tussenin fibroblasten, pigmentcellen, lymfocyten, vetcellen en de matrix. De hoeveelheid van deze cellen verschilt per plaats. Het hele weefsel is zacht en beweeglijk. Dit bindweefseltype ligt verspreid over het hele lichaam, bijvoorbeeld in de lederhuid (dermis).
In alle los bindweefsel komen vetcellen voor. Als deze in grote massa opgehoopt zijn heet dit vetweefsel. Dit wordt vooral gevonden in het onderhuids bindweefsel (hypodermis), rond de nieren en in het mesenterium.